# 빅토리야 코모바
빅토리야 알렉산드로브나 코모바(러시아어: Виктория Александровна Комова, 영어: Viktoria Aleksandrovna Komova, 1995년 1월 30일 ~ )는 러시아의 여자 기계 체조 선수이다. 2012 런던 올림픽 기계 체조 여자 단체와 개인 종합 은메달리스트이다.

## 생애
1995년 1월 30일에 러시아의 보로네시에서 태어났다. 그녀의 어머니 베라 콜레스니코바는 기계 체조 선수 출신으로서 1986년 굿윌 게임즈의 기계 체조 개인 종합 금메달리스트이며, 그녀의 아버지 역시 기계 체조 선수 출신이다. 그녀의 형제로는 사샤라는 애칭으로 불리는 오빠 알렉산드르가 있다.
코모바는 4살 때 기계 체조를 시작하였다. 첫 3년간은 어머니 베라 콜레스니코바가 코치 역할을 했으며, 7살이 되던 해에 겐나디 옐피모프가 그녀의 코치가 되었다.

## 성적

### 올림픽
| 년도 | 대회일   | 장소      | 종목     | 결과          | 메달 |
| ---- | -------- | --------- | -------- | ------------- | ---- |
| 2012 | 7월 31일 | 영국 런던 | 단체종합 | 2위 (178.530) |      |
| 2012 | 8월 2일  | 영국 런던 | 개인종합 | 2위 (61.973)  |      |